# Mashhad
Mashhad er hovedstaden af den iranske provins Razavi Khorasan.
Den 8. shi'a-Imam Ali ar-Riḍa døde her i 818. Hans grav er blevet mål for pilgrimsfærd og har gjort byen til en af shiadommens helligste. (Den oprindelige lille landsby hed "Sanabad"; det nye navn betyder "Martyriumssted".)
Mashhad er befolket af flertallet persere og minoriteter af kurdere og turkmener.
Irans nuværende religiøse leder, Ali Khamenei, stammer fra Mashhad.
Indbyggertallet er ca. 2.500.000.